# Zagościniec

Zagościniec (prononciation : [zaɡɔɕˈt͡ɕiɲet͡s]) est un village polonais de la gmina de Wołomin dans le powiat de Wołomin de la voïvodie de Mazovie dans le centre-est de la Pologne.
Il est situé à environ 3 kilomètres au nord-est de Wołomin (siège de la gmina) et 24 kilomètres au nord-est de Varsovie (capitale de la Pologne).
Le village possède une population d'environ 1 600 habitants.

## Histoire
De 1975 à 1998, le village appartenait administrativement à la voïvodie de Varsovie.